# Alberto Rodríguez (folclorista)
Alberto Rodríguez, nasceu na zona de "La Media Luna" no Departamento de Guaymallén na Província de Mendoza (Argentina) em 12 de julho de 1900, e morreu em 18 de agosto de 1997.
Iniciou seus trabalhos de investigador do folclore musical andino em 1920.
Em 1932, chegou a Buenos Aires com seu conjunto de música nativa: "Los Andinos".
Naquele ano entrou em contato com o Reitor da Universidade de Buenos Aires: Ricardo Rojas e com o musicólogo Carlos Vega. A partir desses contatos, suas investigações foram utilizadas para aprimorar cursos oferecidos na Faculdade de Filosofia e Letras da Universidade de Buenos Aires.
Até 1938, continuou a fazer intensos trabalhos de investigações folclóricas que resultaram na publicação do livro: "Cancionero Cuyano", seu primeiro livro sobre sobre a música popular de Cuyo, que contou com o prólogo de Carlos Vega.
Foi sócio fundador da Sociedade Argentina de Autores e Compositores de Música (Sadaic).
A partir de 1939, começou a residir em Buenos Aires, onde permaneceu até 1959.
Atuou em diversas rádios como a Rádio El Mundo, a Rádio Rivadávia, a Rádio Belgrano e Radio Nacional Buenos Aires, onde, a prtir de 1950, passou a dirigir o Departamento de Folclore. Realizou diversas viagens pelo interior do país e também para o Chile, Bolívia, Peru e México.
Fez conferências e atuou em recitais como solista e com seu conjunto. Também fez estudos comparartivos entre as culturas musicais do norte da Argentina, do Chile e da Bolívia.
Em 1949, foi designado como integrante do Primeiro Congresso Nacional de Folclore pela Secretária de Cultura da Nação.
Também naquele ano, dirigiu a Primeira Orquestra Sinfônica de Música Nativa, integrada por músicos, coreógrafos e bailarinos do Teatro Colón de Buenos Aires.
Em 1958, dirigiu o "Retablo Folklórico" durante a inauguração no Anfiteatro Frank Romero Day, na qual, Armando Tejada Gómez atuou como recitador.
Entre 1959 e 1965, foi Diretor da Rádio Nacional em Mendoza.
A partir da década de 1950, representou Mendoza em diversos Congressos, Simpósios, Encontros Nacionais e Internacionais de Folclores.
Em 1961, fundou o Instituto de Investigação e Divulgação do Folclore Cuyano que, em conjunto com a Direção Geral de Escolas,  ajudou a incluir o ensino do folclore nas escolas provinciais.
Esse Instituto organizou e presidiu, entre 1967 e 1995, dezessete Encontros Nacionais e Internacionais de Estudiosos del Folclore, que contaram com a participação de estudiosos como: Félix Coluccio, Alga Fernández Latour de Botas, Augusto Raúl Cortazar, Rafael Gigena Sánchez, César Quiroga Salcedo, José Miguel Irigoyen, entre outros destacados integrantes da CONICET e das Academias Argentina de Letras e de História Argentina.
Em 1961, foi designado pelo Ministério da Educação e Justiça da Nação, como integrante da delegação argentina de artistas que viajou à Espanha para participar da Semana de Maio, na qual foi inaugurado o monumento ao General San Martín na Plaza Mayor de Madrid. Naquela ocasião fez uma apresentação do Folclore Cuyano relacionado às tropas de San Matín que cruzaram os Andes.
Foi designado pelo Instituto de Cultura Hispânica de Madri como jurado do 40º Festival Hispanoamericano de Cáceres. Fez conferências e apresentações sobre o folclore musical cuyano do século XIX em países como: Itália, Alemanha, França, Suíça, Bélgica e Espanha. 
Permaneceu vários meses na Espanha, onde aprofundou investigações sobre a origem da Tonada que assim como grande parte do folclore cuyano, teria origem árabe-andaluz
Em 1963, foi designado como assessor do Departamento de Folclore de Radiodifusão da Nação.
Em 1970, fez investigações folclóricas na Província de San Juan, nas zonas do: Valle Fértil, em Calingasta, Caucete e Jachal; a pedido do Diretor do Fundo Nacional das Artes: Augusto Raúl Cortazar.
Entre 1976 e 1983, produziu uma série de programas radiofônicos sobre folclore, nos estúdios da Rádio Nacional em Mendoza.
Em 1993:
- recebeu a distinção Don José de San Martín, da Assembleia Legislativa de Mendoza.
- recebeu uma distinção das quatro províncias do Novo Cuyo por seu trabalho de resgate e divulgação do patrimônio cultural e musical da Região.

Em 1994:
- foi nomeado como Cidadão Ilustre de Guaymallén;
- recebeu o Grande Prêmio Nacional de Folclore da Sociedade Argentina de Autores e Compositores de Música (Sadaic);
- recebeu o Título de Doutor Honoris Causa da Universidade Nacional de Cuyo, pelo seu apoio à cultura popular.

Dentre suas obras, destacam-se:
- "Cancionero Cuyano" (1938) - segunda edição em 1988 - terceira edição em 2002 com prólogo adicional de Félix Coluccio, apresentação de Luis Esteban Amaya e adições de Alga Fernández Latour de Botas
- "Canciones de mi Tierra" (1943);
- "Danzas y Canciones Nativas para el niño y el hombre" (1944);
- "Voces de la Cordillera" (1946); e
- "Nuestro Folklore" (1968), que recebeu o Prêmio Bienal do Ministério da Cultura e Educação;
- "Cuyo Canta" (1971);
- "Danzas y Canciones de Cuyo" (1977);
- "Álbum y ritmos de Cuyo para guitarra" (1977 e 1979);
- "Cuyo Canta en la Escuela" (1980);
- "Danzas Folklóricas Cuyanas del Siglo XIX"; e
- "Manual de Folklore Cuyano" (1990).

Suas pesquisas catalogaram cerca de 1.000 melodias, dentre as quais merece destaque a tonada que é considerada a mais antiga do Cancionero Cuyano, que seria do final do Século XVII e também danças folclóricas de Mendoza que seriam da época da travessia dos Andes por San Martín .